# Joseph R. Underwood
Joseph R. Underwood (Goochland megye, 1791. október 24. – Warren megye, 1876. augusztus 23.) az Amerikai Egyesült Államok szenátora (Kentucky, 1847–1853).